# آگنیشکا شینکیه‌ویچ
آگنیشکا شینکیه‌ویچ (لهستانی: Agnieszka Sienkiewicz؛ زادهٔ ۱۹ ژوئیهٔ ۱۹۸۴) بازیگر اهل لهستان است.
از فیلم‌ها یا مجموعه‌های تلویزیونی که وی در آن‌ها نقش داشته‌است، می‌توان به یک‌راست به دل، خانواده جایگزین، پدر متیو، طایفه، هتل ۵۲، ع چون عشق، دوستان، در خوشی و سختی و در خیابان سپولنی اشاره نمود.